# Donor 47
Donor 47 er en dansk dokumentarfilm fra 1945 med instruktion og manuskript af Torben Anton Svendsen.

## Handling
En mand bliver kørt ned - og Donor 47 spenderer blod. Om blodtransfusionens teknik og donorkorpset.